# Албота де Жос (Арђеш)
Албота де Жос (рум. Albota de Jos) насеље је у Румунији у округу Арђеш. Oпштина се налази на надморској висини од 312 m.

## Становништво
Према подацима из 2011. године у насељу је живело 3866 становника.